# Chemnitzer Land
Chemnitzer Land là một huyện cũ in Bang tự do Sachsen, Đức. Các huyện giáp ranh (từ phía bắc theo chiều kim đồng hồ) là: of Mittweida, thành phố Chemnitz, các huyện Stollberg và Zwickauer Land và bang Thüringen (huyện Altenburger Land).

## Lịch sử
Huyện được lập năm 1994 thông qua việc sáp nhập các huyện Glauchau and Hohenstein-Ernstthal. Tháng 8 năm 2008, trong cuộc cải cách các huyện ở Sachsen, các huyện Zwickauer Land, Chemnitzer Land và thành phố Zwickau được sáp nhập vào huyện mới Zwickau.

## Địa lý
Từng là nơi có rừng rậm, Chemnitzer Land ngày nay được đô thị hóa cao. Sông Zwickauer Mulde chảy qua phía cực bắc của huyện.

## Các thị xã và đô thị
| Thị xã | Đô thị |
| --- | --- |
| 1. Glauchau 2. Hohenstein-Ernstthal 3. Lichtenstein, Đức 4. Limbach-Oberfrohna 5. Meerane 6. Oberlungwitz 7. Waldenburg | 1. Bernsdorf 2. Callenberg 3. Gersdorf 4. Niederfrohna 5. Oberwiera 6. Remse 7. Sankt Egidien 8. Schönberg |